# Rosanne Kohake
Rosanne Kohake, nacida Lipps (n. 20 de julio de 1951 en Cincinnati, Ohio, EE. UU. - f. 07 de marzo de 2012 en Cincinnati, Ohio, EE. UU.) fue una escritora estadounidense de novelas románticas históricas, que publicó tan sólo tres libros en Avon Books entre 1984 y 1985 (fueron traducidas por Javier Vergara Editor a español).

## Biografía
Rosanne Frances Lipps nació un 20 de julio en Cincinnati, Ohio, EE. UU..
Publicó tres novelas románticas históricas ambientadas en diferentes periodos de la historia de los Estados Unidos de América. Su primera novela, En honor de la dama, está ambientada en la Guerra de Independencia Estadounidense, la segunda, Despertar al amor, está ambientada en Salvaje Oeste Estadounidense y finalmente su tercera y última novela, Ambrosia está ambientada en la Guerra de Secesión Estadounidense .
Casada durante casi 40 años con David F. Kohake, esta escritora falleció el 7 de marzo de 2012, sobrevivida por su marido y sus tres hijos: Beth, David Jr. y Claire.

### Novelas independientes
- For honor's lady, 1984/01	(En honor de la dama, 1997/06)
- Chastity Morrow, 1985/01	(Despertar al amor, 1985/01)
- Ambrosia, 1985/12	(Ambrosia, 1987/01)